# Hamadryas gervasia
Hamadryas gervasia är en fjärilsart som beskrevs av Hans Fruhstorfer 1916. Hamadryas gervasia ingår i släktet Hamadryas och familjen praktfjärilar. Inga underarter finns listade i Catalogue of Life.